# Genus公众有限公司
Genus plc（直译：属公众有限公司，LSE：GNS），是一家总部位于英国的公司，向家牛和家猪养殖户销售优良基因及其它利用生物技术生产的产品。该公司总部位于贝辛斯托克，是富时250指数的成分股。
该公司有两个子公司，分别是生产种牛的ABS和生产种猪的PIC。
Genus公司的前身是成立于1933年的乳業市場局的育种生产部（Breeding & Production Division），该机构1994年解散。1999年，Genus收购了J.R. Prentice于1941年在美国创建的公司ABS Global，ABS的主营业务是销售种牛精液。2005年，Genus通过并购Sygen International plc收购了PIC公司。PIC公司由英国6个养猪户成立1962年，原意为“猪改良公司”（Pig Improvement Company）。